# Галлид ванадия
Галлид ванадия (галлийтриванадий) — неорганическое соединение, интерметаллид
ванадия и галлия с формулой V3Ga,
светло-серые кристаллы,
не растворяется в воде,
сверхпроводник.

## Получение
- Реакция ванадия и галлия:

{\displaystyle {\mathsf {3V+Ga\ {\xrightarrow {1300^{o}C}}\ V_{3}Ga}}}
- Осаждение водородом из газовой фазы хлоридов ванадия и галлия:

{\displaystyle {\mathsf {6VCl_{4}+2GaCl_{3}+15H_{2}\ {\xrightarrow {T}}\ 2V_{3}Ga+30HCl}}}

## Физические свойства
Галлид ванадия образует светло-серые кристаллы
кубической сингонии,
пространственная группа P m3n,
параметры ячейки a = 0,483 нм, Z = 2,
структура типа силицида трихрома Cr3Si.
Соединение образуется в результате конгруэнтного твёрдофазного распада твёрдого раствора при 1300°С и имеет область гомогенности 68÷78 ат.% ванадия.
Является сверхпроводником с критической температурой 16,8 К, обладает высокой плотностью тока в сильных магнитных полях (до 1⋅105 А/см²при 18 Тл).

## Применение
- Промышленные сверхпроводники.